# Nishio Suehiro

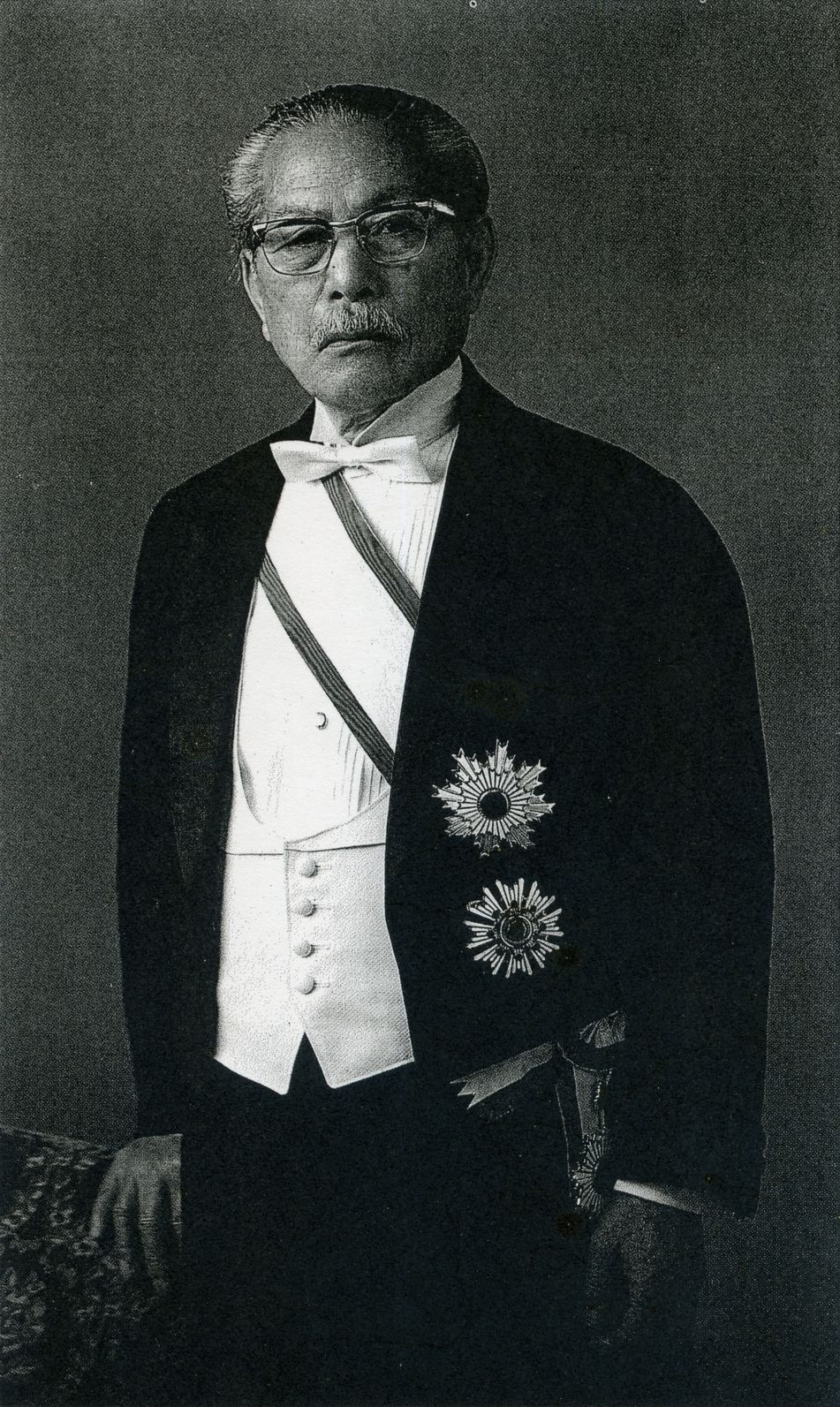
Nishio Suehiro

Nishio Suehiro (japanisch 西尾 末広; geboren 28. März 1891 auf der Insel Megijima, Präfektur Kagawa; gestorben 3. Oktober 1981 in Kawasaki, Präfektur Kanagawa) war ein japanischer Führer der Arbeiterbewegung und Politiker.

## Leben und Wirken
Nishio Suehiro brach die Grundschule ab und wurde Dreher in einem Unternehmen in Osaka. 1915 schloss er sich der Arbeiterbewegung an und wurde 1919 Mitglied der „Yūaikai“ (友愛会). 1920 wurde er Hauptgeschäftsführer des „Osaka Rengōkai“ (大阪連合会) und glättete auftretende Streitigkeiten. 1925 wurde die „Yūaikai“ in „Nihon rōdō sō-dōmei“ (日本労働総同盟) umbenannt. 1925 kam zur ersten Spaltung, als der rechte Flügel sich gegenüber dem linken Flügel durchsetzte. 1926 beteiligte sich Nishio an der Gründung der sozialdemokratisch-orientierten Partei „Shakai Minshū-tō“. Ab der ersten Reichstagswahl 1928 wurde er 15 Mal in das Abgeordnetenhaus gewählt. 1938 wurde er aufgrund seiner ironischen Rede anlässlich der Verkündigung des „Nationalen Volksmobilisierungsgesetzes“ (国家総動員法, Kokka sōdōin-hō) aus dem Parlament ausgeschlossen. 
Da Nishio sich nicht an den Kriegsorientierten Einrichtungen „Taisei Yokusankai“ (大政翼賛会) und „Sangyō Hōkokukai“ (産業報国会) beteiligte, wurde er nach dem Zweiten Weltkrieg zu einer zentralen Figur in der Gründung der Sozialistischen Partei Japans und übernahm den Posten des Generalsekretärs. Im Frühjahr 1947 wurde er Staatsminister und Chefkabinettssekretär im Koalitionskabinett unter Führung des Vorsitzenden der Sozialistischen Partei, Katayama Tetsu, und stellvertretender Premierminister im darauffolgenden Kabinett Ashida.
Nishio wurde mit dem Shōden-Skandal in Zusammenhang gebracht und musste zurücktreten. Nach seinem Freispruch kehrte er 1952 in die Partei zurück, als die rechtsgerichtete „Sozialistische Partei“ (社会党) gegründet wurde.
Nach der Vereinigung des linken und rechten Flügels der sozialistischen Partei im Jahr 1955 wurde Nishio Berater der Partei. Als aber auf dem Kongress im Jahr 1959 die Linken gegen seine Worte und Maßnahmen bezüglich der Revision des japanisch-amerikanischen Sicherheitsvertrags (日米安全保障条約, Nichibei anzenhoshō jōyaku) protestierten, verließ er die Partei zusammen mit gleichgesinnten Genossen. Im Januar 1960 gründete er die „Democratic Socialist Party“ (民主社会党), die spätere „Demokratisch-Sozialistische Partei“ (民社党) und war bis 1967 deren erster Vorsitzender.
1972 zog sich Nishio aus der Politik zurück. Zeit seines Lebens war er Antikommunist und Vertreter einer realistischen Politik.